# الگوریتم دینیک
الگوریتم دینیک (به انگلیسی: Dinic's algorithm) یک الگوریتم چندجمله‌ای برای محاسبه شار بیشینه از s به t در یک گراف جهت‌دار است که در سال ۱۹۷۰ توسط Yefim Dinitz ارائه شد و همانند الگوریتم ادموندز-کارپ از مسیر افزایشی برای یافتن شار بیشینه استفاده می‌کند.

## تعاریف
گراف G=(V,E,s,t) یک گراف با راس مبدأ s و راس مقصد t و c(u,v), f(u,v) به ترتیب شار و ظرفیت یال (u,v) در گراف G هستند.
ظرفیت پسماند Residual Capacity) cf): یک تابع V×V → R است به طوری که:
اگر (u,v) عضو یال‌های گراف G باشد،
(cf(u,v) = c(u,v)-f(u,v
(cf(v,u) = f(u,v
و در غیر اینصورت:
cf(u,v) = ۰
گراف پسماند (Residual Graph): گراف پسماند R=(V,Ef,s,t) را اینگونه تعریف می‌کنیم:
{ Ef={ (u,v) in E | cf(u,v)> 0
شار سد کننده: به یک شار سدکننده می‌گویند، اگر همهٔ مسیرهای از s به t آن دارای یال اشباع شده باشند.
تراز راس ((Level(v): فاصله کوتاه‌ترین مسیر از s به v در گراف پسماند R.
در این الگوریتم، یافتن مسیرهای افزایشی را فقط به یالهایی محدود می‌کنیم که اختلاف تراز آن‌ها ۱ باشد. به همین دلیل زیر گرافی از R را می‌سازیم که دارای این ویژگی باشد:
گراف تراز L: زیر گرافی از گراف R که برای هر یال(u,v) در آن داشته باشیم: level(v) = level(u) + 1

## الگوریتم
ورودی:
- شبکهٔ (G=(V,E و دو راس مبدأ و مقصد s و t
- ظرفیت یال‌ها :(۰≤c i: (E υ ER → R

در ابتدا شار همهٔ یال‌های گراف را برابر صفر قرار می‌دهیم و با استفاده از جستجوی سطح اول(BFS)، گراف تراز L را بدست می‌آوریم و این مراحل را تکرار می‌کنیم:
1. تا زمانی که در گراف L مسیر افزایشی وجود دارد، مسیری را انتخاب می‌کنیم و آن را اشباع می‌کنیم. (پس از اتمام این مرحله یک شار سدکننده بدست آمده‌است)
2. سپس دوباره، تراز راس‌ها را حساب می‌کنیم و گراف L جدید را بدست می‌آوریم.

این مراحل را تا زمانی ادامه می‌دهیم که level(t)<n شود.
```
1 Input:
2 a flow network G=(V,E,c,s,t)
3 a feasible flow f in G(equal to zero by default)
4 Construct level graph L for f by Breadth First Search
5 By augmentations, find blocking flow f ' in L from f.
6 for all e assign f(e)←f(e)+f'(e)
7 if t is not in level graph,
8 then return f
9 else go to [4]

```

## تحلیل الگوریتم
گراف تراز L را می‌توان در زمان(|O(|E، با استفاده از BFS بدست آورد و پیدا کردن شار سدکننده در هر مرحله در زمان (O(VE انجام می‌شود.

### قضیه
پس از حداکثر n-1 بار اجرای مرحله ۱و۲ (پیدا کردن شار سد کننده)، f برابر شار بیشینه گراف G خواهد بود.

#### اثبات
در هر مرحله، تراز راس t حداقل ۱ واحد افزایش پیدا می‌کند و چون هیچ مسیری با طول بیشتر از ۱-n وجود ندارد، حداکثر ۱-n مرحله برای پیدا کردن شار بیشینه لازم است.
پس زمان اجرای کل الگوریتم (O(V2E می‌باشد.

## الگوریتم Dinic برای گراف‌های واحد
در گراف واحد، ظرفیت همهٔ یال‌های برابر ۱ است و هر راسی به جز راس مبدأ و مقصد، دقیقاً یک یال ورودی و یک یال خروجی دارد.
مرتبه زمانی اجرای این الگوریتم روی گراف‌های واحد،(O(mn1/2 است. پیدا کردن شار سدکننده در زمان (O(E قابل انجام است و تعداد مراحل پیدا کردن شار سد کننده،(O(√n-2 است.
این الگوریتم، همان الگوریتم هاپکرافت-کارپ برای پیدا کردن تطابق بیشینه در یک گراف دوبخشی است.